# Tinga (ur. 1985)
Tinga, właśc. Márcio Roberto da Silva Inácio Garibaldi (ur. 12 sierpnia 1985 w São Paulo) – były brazylijski piłkarz występujący na pozycji pomocnika.
Występował m.in. w Grêmio Barueri, Pogoni Szczecin, Viktorii Žižkov, EC Macapá, Náutico Recife, Rio Branco FC, Marcílio Dias Itajaí i Clube do Remo.